# Mogens Tvilling
Mogens Tvilling (Randers, Midtjylland) va ser un ciclista danès. Com amateur guanyà una medalla de plata al Campionat del món de contrarellotge per equips de 1962.

## Palmarès
- 1958
  - 1r a la Fyen Rundt